# Suttonella ornithocola
Suttonella ornithocola ist ein gramnegatives, aerobes stäbchenförmiges Bakterium aus der Familie der Cardiobacteriaceae. Es ist der Auslöser einer bakteriellen Lungenentzündung bei verschiedenen Singvögeln und wurde als Ursache für das massenweise Sterben von Blaumeisen in Mitteleuropa identifiziert.

## Merkmale
Bei Suttonella ornithocola handelt es sich um ein gramnegatives, aerobes stäbchenförmiges Bakterium. Die Zellen sind unbeweglich, nicht eingekapselt und nicht sporenbildend. Die auf Blutagar gebildeten Kolonien sind gleichmäßig rund, leicht konvex, undurchsichtig und leicht schimmernd grau.
Die Bakterien wurden auf einem Columbia-Blutagar mit Schafsblut in einer aeroben Atmosphäre mit einer Zugabe von 5 % Kohlenstoffdioxid kultiviert. Die hämolytischen Bakterien bildeten innerhalb von 48 Stunden Kolonien mit einem Durchmesser von etwa 2 bis 3 Millimeter auf dem Substrat. Zudem konnte nachgewiesen werden, dass sie sich bei unterschiedlichen Temperaturen (25 °C, 37 °C, 42 °C) sowie unter aeroben und anaeroben Bedingungen auf verschiedenen Substraten entwickeln.
Der Oxidase-Test und der Katalase-Test verlaufen positiv. Indol wird nicht produziert. Auch der Test auf das Enzym Urease und auf die Produktion von Schwefelwasserstoff (H2S) verläuft negativ.

## Pathologie

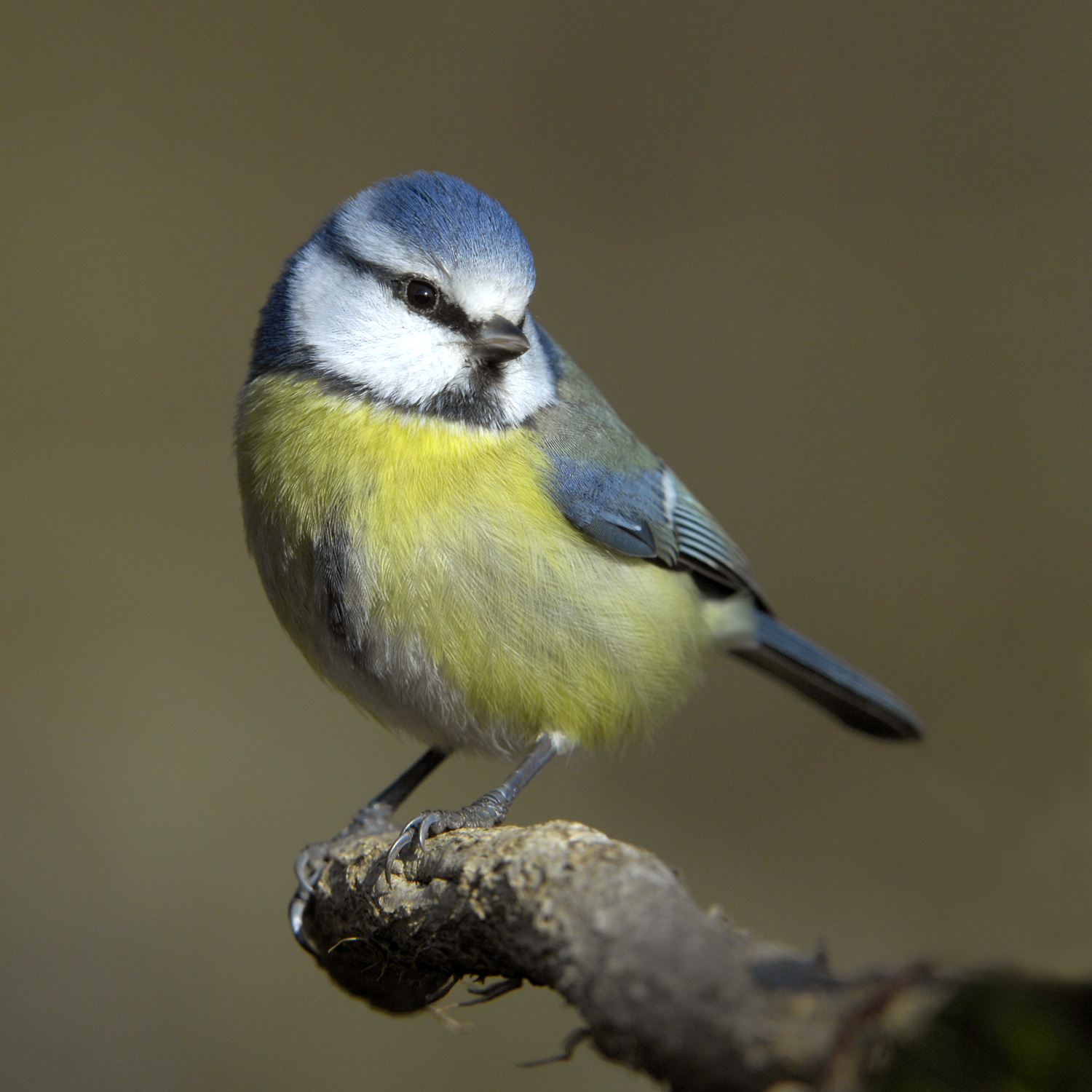
Suttonella ornithocola wurde als Erreger einer Lungenentzündung von Meisen und Ursache für mehrere Massensterben unter den Vögeln identifiziert.

Suttonella ornithocola wurde gefunden und identifiziert, nachdem im Winter 1995 bis Frühjahr 1996 zahlreiche Singvögel, vor allem männliche Blaumeisen, aufgrund einer bis dahin unbekannten Infektion gestorben waren. Da sie die einzigen signifikant auffindbaren Bakterien waren, wurden sie als Auslöser der Krankheit identifiziert. Sie sind demnach Auslöser einer Lungenentzündung; durch histologische Befunde waren sie vor allem in Herden akuter Lungennekrose aufzufinden. Bei diesen Untersuchungen wurde zudem nachgewiesen, dass die Infektion mit Suttonella ornithocola in britischen Vogelpopulationen endemisch ist und einen saisonalen Höhepunkt im frühen Frühjahr hat. 2017 wurde nachgewiesen, dass es sich in Großbritannien bei den Bakterien um eine unter Meisen weit verbreitete Art handelt.
Im April 2020 wurde das Bakterium auch als potenzielle Ursache für das massenweise Sterben von Blaumeisen in Mitteleuropa identifiziert.

## Taxonomie
Das Bakterium Suttonella ornithocola wurde aus dem Lungengewebe verschiedener toter Meisen, namentlich Blaumeisen (Parus caeruleus), Kohlmeisen (Parus major) und Schwanzmeisen (Aegthalos candatus), isoliert und aufgrund von morphologischen, molekularbiologischen und biochemischen Merkmalen im Jahr 2005 als eigenständige Art der Cardiobacteriaceae innerhalb der Proteobacteria identifiziert. Als nächstverwandte Art wurde das ebenfalls in Vögeln gefundene Bakterium Suttonella indologenes identifiziert, wobei sich die neue Art von diesem um etwa 5 % innerhalb der betrachteten Gensequenzen unterschied. Als Typus für die damit neue Art wurde der Stamm B6/99/2T (=CCUG 49457T=NCTC 13337T) angegeben.
Die Gattung Suttonella wurde bereits 1990 gemeinsam mit den Cardiobacteriaceae sowie der ebenfalls in diese Familie eingeordneten Gattung Dichelobacter beschrieben. Dabei wurden in diese Gattungen Arten eingeordnet, die vormals als Bacteroides nodosus und Kingella indologenes in andere Bakteriengattungen eingeordnet waren.

## Belege
1. 1 2 3 4 5 6 7 8  Geoffrey Foster, Henry Malnick, Paul A. Lawson, James Kirkwood, Shaheed K. MacGregor, Matthew D. Collins: Suttonella ornithocola sp. nov., from birds of the tit families, and emended description of the genus Suttonella. In: International Journal of Systematic and Evolutionary Microbiology, Band 55, Nr. 6, 2005; S. 2269–2272. DOI:10.1099/ijs.0.63681-0.
2. 1 2  J. K. Kirkwood, S. K. Macgregor, H. Malnick, G. Foster: Unusual mortality incidents in tit species (family Paridae) associated with the novel bacterium Suttonella ornithocola. Veterinary Record 158, 2006; S. 203–205.
3. 1 2  Becki Lawson, Henry Malnick, Tom W. Pennycott, Shaheed K. Macgregor, Shinto K. John, Gwen Duncan, Laura A. Hughes, Julian Chantrey, Andrew A. Cunninghama: Acute necrotising pneumonitis associated with Suttonella ornithocola infection in tits (Paridae). The Veterinary Journal 188 (1), April 2011; S. 96–100. doi:10.1016/j.tvjl.2010.03.010
4. ↑  Gabriela Peniche, Julia Rodriguez-Ramos Fernandez, Chris Durrant, Shinto K. John, Shaheed K. Macgregor, Andrew A. Cunningham, Becki Lawson: Nested PCR for Suttonella ornithocola reveals widespread infection in British Paridae species. In: European Journal of Wildlife Research, Band 63, Mai 2017; 50. DOI:10.1007/s10344-017-1105-6.
5. ↑  Jan Dönges: Erreger des Meisensterbens identifiziert. spektrum.de, 20. April 2020; abgerufen am 23. April 2020.